# Piazza della Repubblica (Florence)
Pour les articles homonymes, voir Piazza della Repubblica.
La Piazza della Repubblica (place de la république) est une des plus importantes places de Florence.

## Situation et accès
Située à la place du ghetto, ouverte pendant les travaux de réhabilitation urbaine de la ville (Risanamento), durant lesquels furent aussi créés les boulevards circulaires de la ville.

## Origine du nom
À l'inauguration d'une statue équestre du roi Victor-Emmanuel II, en 1890, elle fut baptisée piazza Vittorio Emanuele II (place Victor-Emmanuel II). Ce monument fut déplacé dès 1932 sur la piazza Vittorio Veneto située à l'entrée du parco delle Cascine. Elle prend son nom actuel après la Seconde Guerre mondiale.

## Historique
À sa place se trouvaient le Mercato Vecchio, la Loggia del Pesce et le ghetto de Florence.
Seule en subsiste la Colonna dell'Abbondanza qui fait face à l'arcone (de Vincenzo Micheli (it)) qui barre la face ouest de la place, prolongé de chaque côté par les galeries à colonnes de la via de' Brunelleschi, et offrant sa perspective vers le palais Strozzi.

## Bâtiments remarquables et lieux de mémoire
Parmi les cafés entourant la place se trouvent, au sud, le café des Giubbe Rosse (lieu de rencontre historique des écrivains et artistes célèbres, notamment ceux du Futurisme) ; sur sa face nord, le Caffè Paszkowski et le Caffè Gilli.